# Akanksha Salunkhe
Akanksha Salunkhe (* 24. Januar 1999 in Satara) ist eine indische Squashspielerin.

## Karriere
Akanksha Salunkhe studierte nach ihrer Juniorinnenkarriere, in der sie auch internationale Turniere gewann, von 2017 bis 2021 im Hauptfach Politikwissenschaften und Human Rights am Trinity College. Für Trinity war sie auch im College Squash aktiv. Bereits 2015 spielte sie erstmals auf der PSA World Tour, regelmäßig aber erst seit 2021. Auf der Tour gewann sie bislang drei Titel. Ihre höchste Platzierung in der Weltrangliste erreichte sie mit Rang 62 am 10. Februar 2025. Zu ihrem ersten Titelgewinn kam es im März 2022 in Guatemala-Stadt nach einem Finalsieg gegen Laura Tovar. Im August 2023 folgte der zweite Turniersieg, diesmal in Canberra nach einem 3:2-Endspielerfolg gegen Tanvi Khanna.
Mit der indischen Nationalmannschaft nahm sie 2016 und 2024 an der Weltmeisterschaft teil, blieb im Turnierverlauf 2016 allerdings ohne Einsatz. Ebenfalls 2016 gehörte sie auch zum indischen Kader bei den Asienmeisterschaften und wurde bei zwei eigenen Einsätzen, von denen sie einen gewann, nach einer Finalniederlage gegen Malaysia Vizeasienmeisterin. Im Einzel stand sie 2023 erstmals im Hauptfeld der Asienmeisterschaften und erreichte dort das Achtelfinale, in dem sie gegen Tomato Ho in drei Sätzen ausschied.

## Erfolge
- Vizeasienmeisterin mit der Mannschaft: 2016
- Gewonnene PSA-Titel: 3